# Norwegische Krone
Die norwegische Krone ist seit 1875 die offizielle Landeswährung Norwegens und seiner abhängigen Gebiete.

## Allgemeines
Durch das Gesetz zum Geldwesen vom 17. April 1875 wurde die Krone als Einheitswährung festgelegt und stellte damit einen Wendepunkt in der Geschichte des norwegischen Geldwesens dar. Im Zuge dessen wurde auch die Unterwährung Øre sowie das Dezimalsystem eingeführt. Die Krone ersetzt die vorherige Währung „Specie-Taler“ und „Skilling“.
Eine Krone entspricht 100 Øre, allerdings hat diese Stückelung aufgrund der langfristigen Inflation ihre Bedeutung eingebüßt. Seit 2. Mai 2012 sind keine Øre-Münzen mehr im Umlauf; zuletzt wurden die 50 Øre aus dem Verkehr gezogen.
Einzelhändler sind seit dem 1. Oktober 2024 rechtlich verpflichtet, Zahlungen mit Bargeld zu akzeptieren. Es gibt Ausnahmen für Warenautomaten und Verkaufsstellen ohne Personal, außerdem gilt die Regelung nur für Kaufsummen bis 20 000 NOK (ca. 1700 €).

## Geschichte
Die älteste bekannte norwegische Münze stammt etwa aus dem Jahr 1000. Es ist ein Penny, der Olav Tryggvason zugeschrieben wird. Lange Zeit wurden in Norwegen keine Münzen geprägt, da sich Norwegen mit dem Import von ausländischen Münzen zufriedengab.
1628 wurde in Christiania, dem heutigen Oslo, eine Münzanstalt eingeführt. Diese arbeitete mit Silber aus den Minen und Werken in Kongsberg. 1686 wurde die künstlerische Produktion nach Kongsberg verlegt. Die ersten Banknoten wurden im Jahre 1695 in Norwegen eingeführt.
Die erste Notenbank wurde 1736 gegründet. Es handelte sich um eine private Bank, die aber trotzdem der königlichen Verordnung unterlag. Die Aufgabe der Bank war das Ausgeben von Noten. Außerdem konnte sich die Regierung hier auch Geld leihen. Bald waren jedoch viel zu viele Noten im Umlauf, da es keine Beschränkung der ausgegebenen Noten gab. Im Jahre 1791 wurde zur Säuberung des Geldsystems eine neue Bank gegründet, die „Den Danske og Norske Speciebank“. Auch das half nichts, da die Regierung weiterhin die Bank dafür nutzte, um ihre Ausgaben zu finanzieren. 1799 wurde die Bank dann schließlich durch „Deposito-Cassen“ ersetzt.
1816, zwei Jahre nach der Trennung von Dänemark und der Union mit Schweden wurde die Norges Bank gegründet. In der Zeit nach der Gründung der Norges Bank verlor der Rigsdaler an Wert. Mit Gesetz vom 4. Juni 1873 beschloss das Storting, dass die Begriffe Krone und Øre parallel mit Taler und Daler verwendet werden konnten, und der Goldstandard wurde eingeführt. 1875 wurde beschlossen, dass die Krone zur Währungseinheit in Norwegen wird, damit Norwegen am 16. Oktober 1875 in die Skandinavische Münzunion eintreten konnte.
Während des Ersten Weltkrieges wurde der Export von Gold und Silber verboten. In dieser Zeit stieg das Volumen der Noten auf ein Vierfaches. Die Krone wurde aber weiterhin geschätzt. Inflation und ein hohes Volumen an Einfuhr führten im Jahre 1920 zu einer Krise und ließen das Vertrauen in die Krone sinken. Am 27. September 1931 wurde der Goldstandard abgeschafft. Norwegen und die anderen nordischen Länder waren fest entschlossen, schädliche Schwankungen zu verhindern.
1945 wurde eine Währungsreform durchgeführt, die eine Inflation verhindern sollte. Am 24. Mai 1985 trat ein neues Gesetz über die Norges Bank und das Geldwesen in Kraft (norwegisch sentralbankloven). Die Bank war jetzt keine Gesellschaft mit beschränkter Haftung (GmbH) mehr, sondern wurde zu einer eigenständigen juristischen Person im Besitz des Staates.
Am 5. Mai 1994 wurde eine Leitlinie für die schwankenden Kronen-Wechselkurse aufgestellt. 1998 wurde der erste vollständige Ersatz einer Münzserie seit 1875 abgeschlossen. Das Gesetz über die Payment-Systeme trat 2000 in Kraft. Das Gesetz ordnet die Zuständigkeiten der Norges Bank und überwacht die Zahlungssysteme. 2001 wurde die neue Verordnung über die Geldpolitik durch den Staatsrat erlassen.

## Die Skandinavische Münzunion 1872–1924
Die skandinavischen Länder Schweden, Norwegen und Dänemark sahen sich gezwungen, baldmöglichst ihre Währungspolitik zu ändern, da ihre wichtigsten Handelspartner den Goldstandard verwendeten. Deutschland hatte seit 1871 die einheitliche Goldmark, in Großbritannien kursiert seit langem der erfolgreiche Goldsovereign und in den meisten anderen süd- und osteuropäischen Staaten werden seit 1865 Gold- und Silbermünzen nach den Normen der Lateinischen Münzunion (LMU) geprägt. Ohne einheitliche, sichere Währung würde Skandinavien in das wirtschaftliche Abseits geraten. Jedes Land legt den Wert seiner Währung zum Gold in einem sogenannten Goldstandard fest. Papiergeld kann somit vollständig bei den Notenbanken in Gold getauscht werden, da der Wert des Geldes direkt mit dem Wert des Goldes verbunden ist. So wie heute auch, war auch damals schon das Gold auf der gesamten Welt dasselbe wert. Somit waren durch den Goldstandard internationale Kapitaltransaktionen möglich. Seit 1870 gibt es den Goldstandard als Basis für internationale Währungsangelegenheiten. Frühere Differenzen zwischen dem Wert von Gold und Silber wurden mit der Gründung der Lateinischen Münzunion im Jahre 1865 beseitigt. Damit wurde ein festes Tauschverhältnis zwischen Gold- und Silbermünzen eingeführt.
Bereits seit 1862 befanden sich Norwegen, Schweden und Dänemark in Verhandlungen über Maßnahmen im Geldwesen sowie über eine Annäherung an ausländische Währungssysteme. Schweden dauerten die Verhandlungen zu lang. Deshalb wollten sie der LMU beitreten. Schweden prägte in der Zeit von 1868 bis 1872 Goldmünzen mit dem Nennwert 10 Franken bzw. 1 Carolin nach den Vorgaben der LMU. Heute ist diese Münze sehr gesucht, da von ihr gerade einmal rund 81.000 Exemplare in einem Zeitraum von 5 Jahren geprägt wurden. Die Einführung des Goldstandards 1871 im Deutschen Reich gab den Ausschlag zur endgültigen Gründung der Skandinavischen Münzunion (SMU). Am 18. Dezember 1872 wurde der Gründungsvertrag für die SMU, auch Nordischer Münzbund genannt, unterzeichnet. Zu diesem Zeitpunkt waren sich die drei skandinavischen Staaten über die Vertragspunkte zwar noch nicht einig. Allerdings brachte Norwegen erst 1877 eine Zusatzkonvention in den Vertrag ein. Damit wollte Norwegen ein Stück Unabhängigkeit von Schweden demonstrieren. Schweden war mit Norwegen seit 1814 in einer Personalunion verbunden. Norwegen prägte schon 1874 Goldmünzen nach den Normen der SMU. Diese wurden mit einer doppelten Wertangabe sowohl in Kronen als auch in „Speciestaler“ geprägt. Speciestaler war seit 1816 gültige Währung in Norwegen.
Zu der Skandinavischen Münzunion zählte auch Island, welches sich seit 1380 in dänischem Besitz befand. Erst 1918 wurde es unabhängig und führte ab 1922 die ersten eigenen Münzen ein.
Die gemeinsame Einführung einer Goldwährung mit Dezimalsystem wurde durch den Unionsvertrag begründet. Lediglich durch die nationale Prägung unterscheiden sich die Münzen. Fortan wurden die Dänische, Schwedische und die norwegische Krone (Kroner) 1:1:1 getauscht. Es gab im Rahmen der SMU drei verschiedene Goldmünzen zu 5, 10 und 20 Kronen.
Den Goldstandard für ihre Währungen übernahmen nach der skandinavischen Adaption 1879 Japan und die USA, 1892 Österreich, 1897 Russland und 1900 noch weitere Länder wie Argentinien, Peru und Mexiko.
Bereits während des Ersten Weltkrieges von 1914 bis 1918 kam es zu Ausnutzungen von Wechselkursunterschieden zwischen den einzelnen Ländern. Norwegische und dänische Banknoten flossen nach Schweden. Dort konnten sie gewinnbringend gegen Gold getauscht werden. Da auf lange Sicht dieses Ungleichgewicht des Geldflusses nicht gut gehen konnte, wurden ausländische Scheidemünzen 1924 als gesetzliches Zahlungsmittel innerhalb eines Landes der SMU aufgehoben. Dies bedeutete das faktische Ende der SMU. Der Goldstandard existierte allerdings weiterhin, bis er 1931 zugunsten der Einführung einer Papierwährung aufgehoben wurde. Fast 50 Jahre bestand die Skandinavische Münzunion, in der 13 verschiedene Goldmünztypen der drei Teilnehmerstaaten geprägt wurden.
Alle drei Länder entschieden sich nach Auflösung der Währungsunion, die „Krone“ als Namen ihrer jeweiligen, nun unabhängigen, nationalen Währungen beizubehalten.

## Die Norwegische Zentralbank

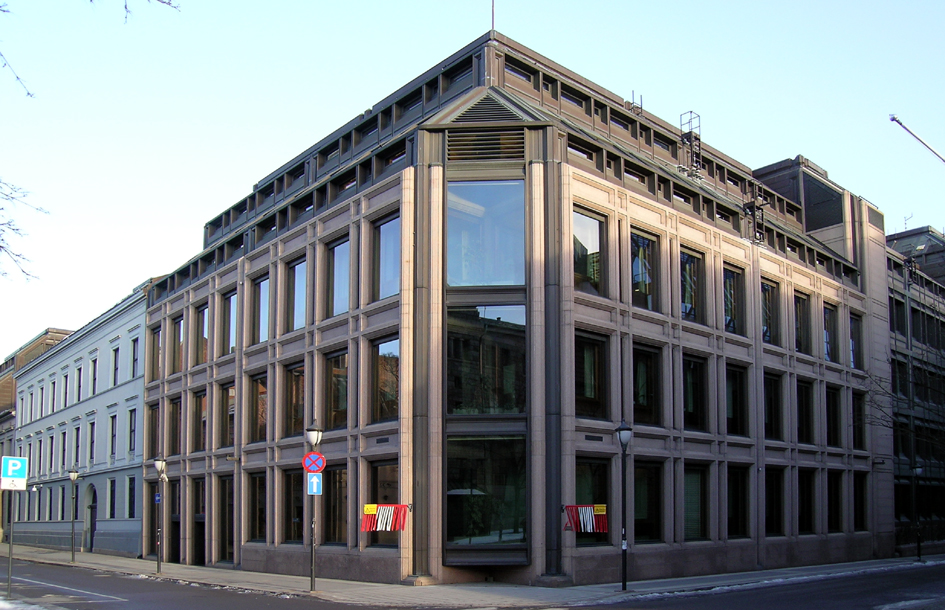
Norwegische Zentralbank (Norges Bank)

Die Zentralbank von Norwegen ist die Norges Bank. Gegründet wurde sie 1816 vom Storting, dem norwegischen Parlament. Die Zentralbank hat heute ihren Sitz in Oslo. Zuvor war sie in Trondheim. Aufgabe der Zentralbank ist die Bestimmung des Leitzinses und die Ausgabe der norwegischen Krone. Außerdem obliegt ihr auch die Verwaltung eines Teils der staatlichen Fonds.

## Banknoten und Münzen; Kurs

Wechselkurs des Euros in Kronen seit 1999

Folgende Banknoten und Münzen sind gesetzliche Zahlungsmittel:

### Banknoten
Norwegische Banknoten gibt es zu 50, 100, 200, 500 und 1000 Kronen. Alle Banknoten haben eine unterschiedliche Größe. Diese nimmt, sowohl in der Länge als auch in der Breite, mit steigendem Geldwert zu. Die bisher gültige Serie 7 zeigt norwegische Künstler und Wissenschaftler. Seit Mai 2017 werden neue Banknoten der Serie VIII ausgegeben, zunächst die 100- und 200-Kronen-Scheine. Das Thema der Serie VIII ist die maritime Geschichte Norwegens. Banknoten der Serie VII sind noch ein Jahr nach der Ausgabe der sie ersetzenden Banknote der Serie VIII gültig. Danach können sie noch zehn Jahre lang bei den Niederlassungen der Norges Bank umgetauscht werden.
| Notenwert   | Größe       | Farbe   | Hauptmotiv                       | Ausgabedatum      |
| ----------- | ----------- | ------- | -------------------------------- | ----------------- |
| 50 Kronen   | 126 × 70 mm | grün    | Leuchtturm von Utvær             | 18. Oktober 2018  |
| 100 Kronen  | 133 × 70 mm | rot     | Gokstad-Schiff                   | 30. Mai 2017      |
| 200 Kronen  | 140 × 70 mm | blau    | Kabeljau                         | 30. Mai 2017      |
| 500 Kronen  | 147 × 70 mm | braun   | Rettungsschiff RS 14 „Stavanger“ | 18. Oktober 2018  |
| 1000 Kronen | 154 × 70 mm | violett | Eine Welle im offenen Meer       | 14. November 2019 |

50 Kronen

Auf der Vorderseite der Banknote der Serie VIII befindet sich der Utvær Leuchtturm, welcher sich in der Kommune Solund befindet. Er wurde im Jahr 1900 gebaut und ist der westlichste Landpunkt Norwegens. Oben rechts auf der Vorderseite befindet sich ein Papageientaucher. Dieser ist auch auf allen anderen Banknoten der Serie VIII an dieser Stelle abgebildet. In dem Muster auf der Rückseite lässt sich das Lichtsignal eines Leuchtturms erkennen. Oben rechts erkennt man das Teilsternbild großer Wagen und unten rechts sieht man die Sektoreinteilung eines Leuchtfeuers auf einer Seekarte.
100 Kronen

Die Vorderseite der seit Mai 2017 ausgegebenen neuen Banknote zeigt das Gokstad-Schiff, Norwegens größtes erhaltenes Wikingerschiff. Die Rückseite zeigt ein abstraktes Motiv mit der Silhouette eines Containerschiffes und dem Sternbild Orion. Die Banknote mit dem Porträt der Sängerin Kirsten Flagstad ist seit 30. Mai 2018 ungültig.
200 Kronen

Das Thema der neuen 200 Kronen Note ist ‚Die See, die uns ernährt‘. Als Hauptmotiv zeigt die Banknote einen Kabeljau und Heringe vor einem Fischernetz. Das abstrakte Motiv auf der Rückseite zeigt die vagen Umrisse eines Fischerbootes auf dem bewegten Meer. Die Banknote mit dem Porträt von Kristian Birkeland ist seit 30. Mai 2018 ungültig.
500 Kronen

Auf der Vorderseite der Banknote der Serie VIII ist das Rettungsboot RS 14 „Stavanger“ abgebildet. Es wurde auf der Archers Werft in Larvik gebaut, 1901 fertiggestellt und war 37 Jahre im aktiven Dienst der Rettungsgesellschaft. Auf der Rückseite kann man in dem Muster eine Ölplattform am Horizont erkennen. Die weißen Linien zeigen Teile des Gastransportnetzes von Norwegen ins Ausland.
1.000 Kronen

Das Hauptmotiv auf der Vorderseite ist eine Welle auf dem offenen Meer. Sie soll sowohl die Gegenkraft zeigen, gegen die wir kämpfen müssen, als auch die treibende Kraft, die uns vorwärts bringt. Auf der Rückseite kann man in dem Muster das offene Meer am Horizont erkennen. Zudem sind zwei Darstellungen eines Wassermoleküls in flüssiger und fester Form erkennbar.
Die Muster auf der Rückseite der Banknoten symbolisieren die Windstärke von schwach auf dem 50-Kronen-Schein bis stürmisch auf dem 1000-Kronen-Schein. Dies wird durch die Länge der rechteckigen Formen dargestellt.
Alle norwegischen Banknoten weisen Sicherheitsmerkmale wie holographische Folienstreifen, Wasserzeichen, Sicherheitsfäden und Streifen mit changierenden Effekten auf. Alle Banknoten sind zusätzlich zu den Sicherheitsmerkmalen im Tiefdruck auf Baumwolle gedruckt.

### Münzen
Derzeit gibt es Münzen zu 1, 5, 10 und 20 Kronen. Die 1-, 2-, 5-, 10-, 25- und 50-Øre-Münzen sind nicht mehr im Umlauf, Preise werden daher bei Barzahlung in Geschäften gerundet. Alle Münzen tragen nationale Symbole und Zeichen: ein Wikingerschiff, Elemente norwegischer Stabkirchen und den Sankt-Olav-Orden.
Auf den 10- und 20-Kronen-Münzen befindet sich das Halbporträt Haralds V., König von Norwegen. Allerdings sind vor allem von der 20-Kronen-Münze viele Sonderprägungen im Umlauf; sie zeigen andere Motive.
| Münzwert  | Durchmesser | Gewicht | Dicke   | Rand/Besonderheiten    | Motiv                                      | Emission |
| --------- | ----------- | ------- | ------- | ---------------------- | ------------------------------------------ | -------- |
| 1 Krone   | 21 mm       | 4,35 gr | 1,70 mm | glatt, Lochmünze       | Monogramm Harald V., Vogel in Rankenwerk   | 1997     |
| 5 Kronen  | 26 mm       | 7,85 gr | 2,00 mm | Ornamente, Lochmünze   | Sankt-Olav-Orden, Akanthusranke            | 1998     |
| 10 Kronen | 24 mm       | 6,8 gr  | 2,00 mm | unterbrochen geriffelt | Harald V., Stabkirchendach                 | 1995     |
| 20 Kronen | 27,5 mm     | 9,9 gr  | 2,20 mm | glatt                  | Harald V., Vorsteven eines Wikingerschiffs | 1994     |

### Gedenkmünzen
Das Zentralbankgesetz (norwegisch sentralbankloven) von 1985 bildet die Rechtsgrundlage für das Ausstellen von Münzen.
Die norwegische Zentralbank gibt zwei Arten von Gedenkmünzen heraus. Zum einen Jubiläums- und Gedenkmünzen gemäß Zentralbankgesetz § 16. Hierbei handelt es sich um Gold- oder Silbermünzen, welche nicht als Umlaufmünzen angesehen werden. Zum anderen Sonderausgaben nach § 13. Diese werden als Umlaufmünzen anerkannt.

### Zurückgezogene Banknoten und Münzen
Münzen und Banknoten können aus dem Verkehr gezogen werden. Dies regelt die Zentralbank. Die Entscheidung, ob Zahlungsmittel zurückgezogen werden, wird in den größten Tageszeitungen und der Norsk Lovtidend bekanntgegeben, dem vom Justizministerium herausgegebenen Bekanntmachungsblatt. Nach der Ankündigung können die betroffenen Banknoten und Münzen mindestens noch ein Jahr lang als gesetzliches Zahlungsmittel verwendet werden. Danach ist die Zentralbank verpflichtet, die Zahlungsmittel während weiterer 10 Jahre einzulösen. Die Zentralbank tauscht die Banknoten und Münzen zu ihrem Nennwert. Einige Zahlungsmittel besitzen einen höheren Sammlerwert. Diese können über einen Münzhändler verkauft werden.

## Die Geldpolitik in Norwegen
Die Regierung definiert ein Inflationsziel für die Geldpolitik Norwegens. Die Bank von Norwegen orientiert sich an einer niedrigen und stabilen Inflation. Als operatives Ziel wurde eine jährliche Inflationsrate von circa 2 % festgelegt. Eine stabile Geldpolitik trägt auch zur Stabilisierung von Produktion und Beschäftigung bei. Der Leitzins ist das wichtigste geldpolitische Instrument der Zentralbank. Er beeinflusst kurzfristig die heimischen Geldmarktzinsen. Die Zentralbank kann norwegische Kronen kaufen oder verkaufen, um auf den Devisenkurs Einfluss zu nehmen. Seit 1999 hat die Zentralbank nicht mehr in den Devisenmarkt eingegriffen.